# Christianisme au Koweït
Les chrétiens sont une minorité religieuse dans l'État du Koweït. Le nombre des chrétiens est d'environ 200 000. Un petit nombre d'entre eux sont des nationaux mais la très grande majorité sont des expatriés. Il leur est interdit d'évangéliser des musulmans. L'établissement de maisons d’édition religieuses non musulmanes est interdit. La constitution mentionne la liberté religieuse. L'instruction religieuse islamique est obligatoire pour tous les élèves des écoles publiques. L'instruction religieuse non-islamique est interdite. Mais il y a des rapports paisibles entre les religions chrétienne et musulmane au Koweït. 
L'Église catholique romaine, l'Église anglicane et l'Église grecque-catholique sont reconnues officiellement.
Avant 1930, le Koweït ne comptait que quelques Chrétiens Nestoriens, et Catholiques Syriaques parmi sa population . 

## Catholicisme

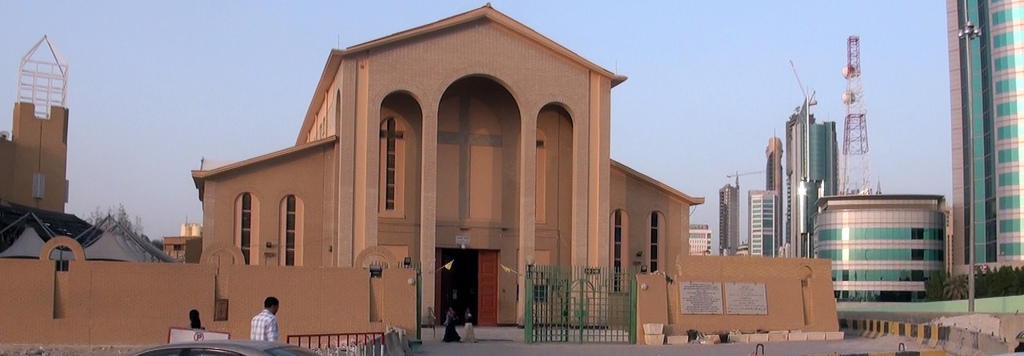
Cathédrale Sainte-Famille, Koweït.

L'Église catholique romaine compte 75 000 - 300 000 membres au Koweït,. Le vicariat apostolique du Koweït a été créé en 1953 et a son siège à la cathédrale de la Sainte-Famille dans la ville de Koweït. L'exarchat patriarcal grec-catholique melkite de Koweït a été établi en 1972. L'exarchat patriarcal catholique syriaque de Bassorah et de Koweït a quant à lui été établi en 1982 (siège en Irak). 
Il existe plusieurs communautés catholiques orientales organisées, notamment une communauté maronite et une communauté syro-malabare qui utilisent la cathédrale de la Sainte-Famille pour leurs besoins religieux. La communauté catholique melkite dispose de son propre centre communautaire (une villa louée dans le quartier de Salwa). L'Église grecque-catholique compte 1000-2000 membres.

## Dénominations non-catholiques
L'Église copte orthodoxe compte environ 60 000 membres, ils dépendent de l'archidiocèse copte orthodoxe de Jérusalem, du Golfe et du Proche-Orient. L'Église compte une paroisse (Saint-Marc). La construction d'une église est en projet.
L'Église orthodoxe du Koweït se trouve dans la juridiction du Patriarcat d'Antioche et de tout l'Orient (Archidiocèse de Bagdad et du Koweït). Le nombre des orthodoxes byzantins est évalué à 3 500.
L'Église syro-malankare orthodoxe, dans la juridiction de l'Église syriaque orthodoxe, compte une paroisse à Koweït (Saint-Georges). L'Église malankare orthodoxe (autocéphale) compte également une paroisse à Koweït (Saint-Grégoire).
L'Église apostolique arménienne est présente par le catholicossat de Cilicie et son diocèse du Koweït et des ÉAU. La communauté arménienne, majoritairement originaire de Syrie, est organisée à Koweït avec ses églises et ses écoles. Le nombre des arméniens apostoliques est évalué à 4 000.
La National Evangelical Church compte environ 40 000 membres au Koweït. La National Evangelical Church compte plus de 70 paroisses. La National Evangelical Church  est membre du Conseil des Églises du Moyen-Orient. Les Adventistes du Septième Jour sont présents au Koweït aussi. 
La National Evangelical Church, l'Église copte orthodoxe, l'Église romaine orthodoxe et l'Église orthodoxe arménienne sont reconnues officiellement.